# اورودیف

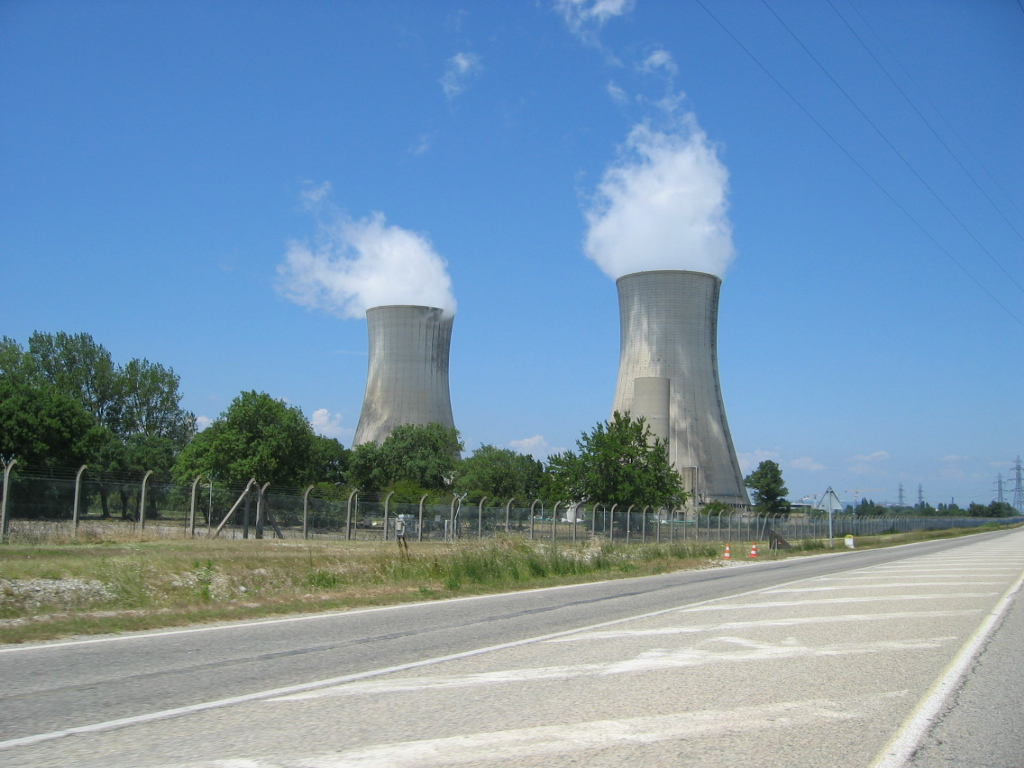
اورودیف

اورودیف (Eurodif کوتاه شدهٔ نام European Gaseous Diffusion Uranium Enrichment) در سال ۱۹۷۳ تأسیس شده و یک شرکت تخصصی در غنی‌سازی اورانیوم است.
سهامداران این شرکت در سال ۲۰۱۰: آرِوا (۴۴.۶۵٪)، سوفیدیف (۲۵٪)، سیناتوم (۱۱.۱۱٪)، اِنوزا (۱۱.۱۱٪)، اِنِ‌آ (۸.۱۳٪) می‌باشند.
این شرکت در فرانسه و در جهان فعالیت اقتصادی دارد و دارای دو زیرمجموعه است: اورودیف پروداکشِن و سوکاتری.
در سال ۱۹۷۴ میلادی طبق توافق بین سازمان انرژی اتمی ایران و کمیساریای عالی اتمی فرانسه، شرکت سوفیدیف (شرکت فرانسوی-ایرانیِ غنی‌سازی اورانیوم از طریقِ انتشاراتِ گازی) را با نسبتِ ۴۰ - ۶۰ تشکیل دادند و این شرکت سهامدارِ ۲۵٪ اورودیف شد و ایران حقّ اخذِ ۱۰٪ از محصولِ غنی‌سازی شدهٔ اورودیف را کسب کرد؛ همچنین مجموعاً ۱ میلیارد و ۱۸۰ میلیون دلار در قالبِ وام به فرانسه پرداخت شد، اما پس از انقلاب ایران، تنها ۳۳۰ میلیون دلار از مبلغِ فوق به ایران عودت داده شد و حقّ استفاده از محصولِ اورودیف به ایران داده نشد.